# Aérodrome de Corozal
Pour les articles homonymes, voir CZH.
L'aérodrome de Corozal (code IATA : CZH) est un aéroport qui dessert Corozal Town, Belize.

## Situation
| Belize City (International) Belize City (National) Belmopan‎ Big Creek Caye Caulker Caye Chapel Corozal Dangriga Independence/Savannah Orange Walk‎ Town Placencia‎ Punta Gorda San Ignacio‎ San Pedro‎ Sarteneja Silver Creek |

## Compagnies et destinations
| Compagnies      | Destinations |
| --------------- | --- |
| Maya Island Air | Belize City-P. S. W. Goldson, Belize City (Municipal), Caye Caulker, Caye Chapel, Dangriga, Placencia, Punta Gorda, San Pedro (Ambregris Caye), Independence En saison: Orange Walk Town |
| Tropic Air      | San Pedro (Ambregris Caye) |

Édité le 02/07/2017